# 横田永之助
横田 永之助（よこた えいのすけ、1872年6月3日（明治5年4月28日） - 1943年（昭和18年）3月29日）は、日本の映画製作者、映画興行師、実業家。
日本映画草創期において、日本で初めて輸入されたシネマトグラフの関東興行を行い、その後横田商会を設立して全国で活動写真の巡回興行をした。やがて劇映画の製作も行い、牧野省三・尾上松之助を世に送った。横田商会が他社との合併で日活となると、創立時から同社重役となり、1927年（昭和2年）に社長に就任した。ほか京都商工会議所会頭なども歴任した。

## 経歴
1872年6月3日（明治5年4月28日）、京都府京都市岡崎町（現在の左京区岡崎）に、華頂宮の旧臣である横田摂津守豊成の3男として生まれる。兄に実業家の横田万寿之助がいる。
13歳の時に上京し、杉浦重剛の称好塾に学ぶ。この頃の同窓には巖谷小波、江見水蔭、大町桂月、太田政弘らがいた。その後東京高等商業学校（現一橋大学）予科に入学し、19歳の時に卒業して渡米。サンフランシスコのパシフィック・ビジネス・カレッジに入学し、3年間商業を学んだ後、22歳の時に帰国する。1893年（明治26年）、アメリカで開催されたシカゴ・コロンブス万国博覧会に京都府の出品委員として再渡米し、X光線が珍しがられていたのを見て、これを土産として持ち帰り、京阪地方で見世物として興行する。その後、神戸の内外物産貿易に入社する。
1897年（明治30年）、兄の万寿之助の紹介で稲畑勝太郎と知り合い、彼が輸入したシネマトグラフの興行を引き受ける。万寿之助と稲畑は、1877年（明治10年）に京都府の海外留学生として共にフランスに渡り、それ以来別懇の間柄であった。関西ではすでに稲畑がシネマトグラフ興行を行っていたため、横田は同年2月末に上京して関東方面で興行を行う。最初は錦輝館での興行を予定したが、ちょうど3月6日から新居商会によってヴァイタスコープによる興行が行われることになり、錦輝館の借用を断られた。次に浅草公園第六区に天幕張りの小屋を設け、シネマトグラフ館と名付けて開場するも、急設の天幕張り会場では電燈会社が電力を供給してくれないため、再び会場を選定した結果、3月8日に神田の川上座を借りて興行を行う。入場料を8銭均一にしたため興行の評判はよく、3月28日まで同座で打ち通した。川上座興行が終わると浅草の方とも話し合いがつき、仏国幻画協会を名乗り、浅草公園にバラック建てのシネマトグラフ館を建てて、4月1日から興行を始めた。
1900年（明治33年）、パリ万国博覧会で京都府の出品委員として派遣され、その際に発展をとげているフランスの映画事業に大きな衝撃を受けて、パテ社との間にフィルム購入の契約を結び、ゴーモン映写機と数種のフィルムを持ち帰って帰国する。帰国第1回の興行は、同年8月16日から東京・新富座で行い、パリから持ち帰った英杜戦争やパリ万国博覧会の実況映画を公開した。また、フランスから帰国する際、船上で知り合った当時の第1師団参謀長・神尾光臣の紹介で、各地の師団に紹介状を書いてもらい、兵士の団体鑑賞を動員し、兵営での出張映写も行う。さらに恩師の杉浦重剛を介して江原素六の紹介で、全国の学校も巡回した。
その後、巡回興行隊を組織してパテ社から輸入したフィルムを持って地方を巡業する。日露戦争が勃発した頃は、パテ社から日露戦争の実況映画を輸入し、それと共に『ナポレオン一代記』などの劇的内容を持つ活動写真も入るようになって事業も活気づき、11の巡業班を組織して全国を巡回した。横田自身も自ら説明者となって各地の巡業班を督励して歩いた。横田兄弟商会や京都活動写真会、戦時活動写真と名乗っていた巡業班が、横田商会の名で統一されたのもこの頃である。
1908年（明治41年）頃から横田商会は自社で活動写真を作るようになり、同年6月公開の『いもりの黒焼』が同商会の劇映画第1作となる。同年9月に千本座の座主だった牧野省三に映画製作を依頼し、同座の俳優を使って旧劇映画『本能寺合戦』を製作。翌1909年（明治42年）には尾上松之助を起用して『碁盤忠信 源氏礎』を製作し、以降、牧野監督・尾上主演で多数の時代劇映画を製作する。1910年（明治43年）7月には京都初の撮影所である二条城撮影所を、二条城西南櫓の西側に設立する。
1912年（大正元年）9月、横田商会は福宝堂、吉沢商店、M・パテー商会とのトラスト合併で日本活動写真株式会社（日活）となり、横田は取締役に就任する。しかし、1914年（大正3年）には経営難に遭い、横田は常務に就任して、資本金を4分の1に減資するという緊縮政策で解散の危機を免れた。その後は、横田が社の実権を握り、副社長等を歴任。1927年（昭和2年）9月9日、社長に就任する。同年10月10日、緑綬褒章を受章。
1928年（昭和3年）、賞勲局総裁の天岡直嘉が叙勲を得ようとする実業家から収賄した売勲事件で、横田も天岡に1000円を提供して勲五等に叙せられていたことが判明して9月18日に収容されるが、罰金300円で即日釈放された。
1932年（昭和7年）、社長を退任し、相談役に就任する。
1943年（昭和18年）3月29日、死去。70歳没。墓は知恩院にある。